# Léopold II (empereur du Saint-Empire)
Pour les articles homonymes, voir Léopold Ier, Léopold II et Léopold d'Autriche.

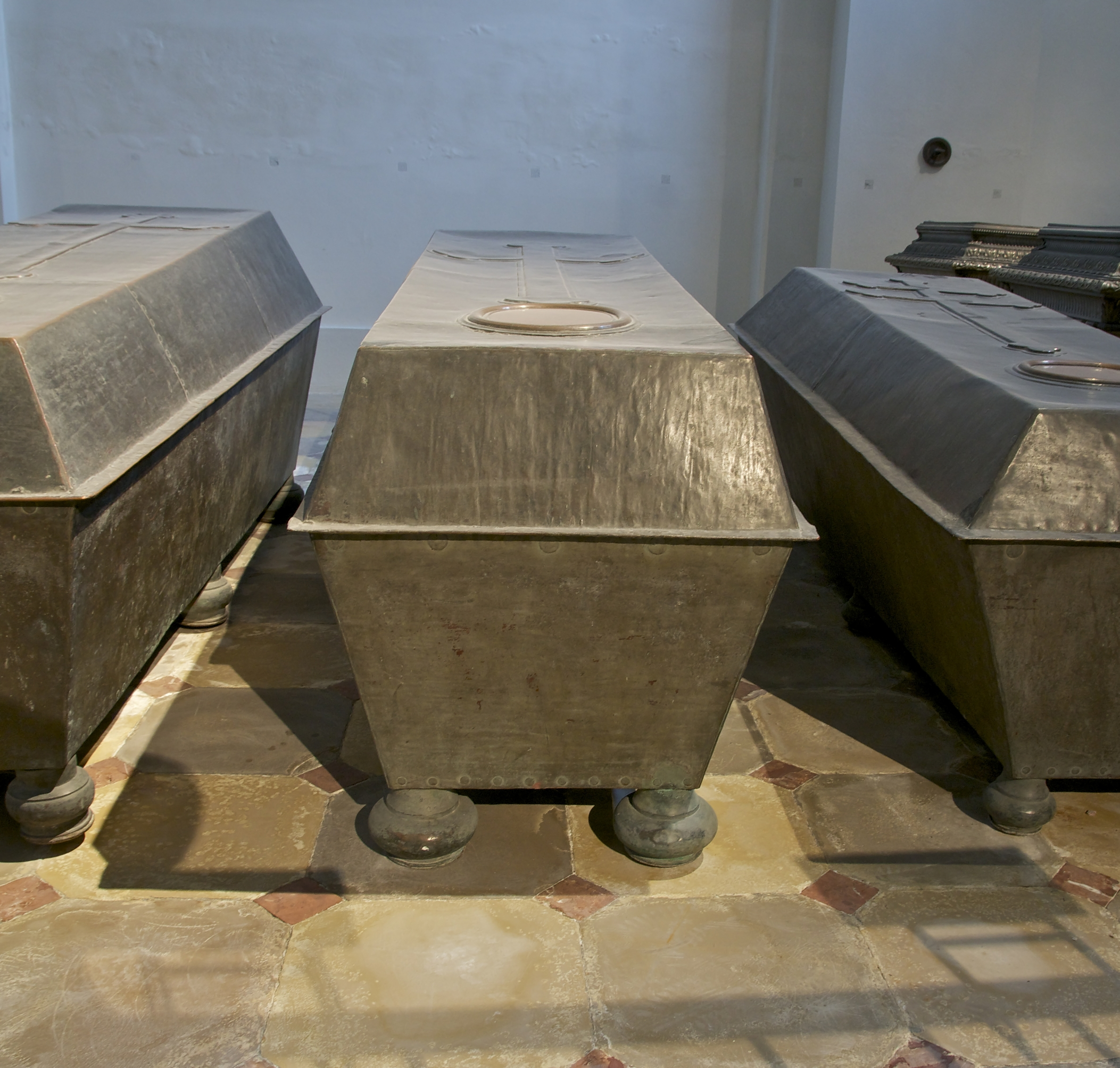
Sarcophage de dans la crypte de l'église des Capucins, à Vienne, Autriche.

Pierre-Léopold de Habsbourg-Lorraine (en allemand : Peter Leopold von Habsburg-Lothringen), né au château de Schönbrunn (près de Vienne) le 5 mai 1747, et mort à Vienne le 1er mars 1792, grand-duc Léopold Ier (en italien : Leopoldo I) de Toscane (1765-1790) puis empereur des Romains sous le nom de Léopold II (en allemand et en tchèque : Leopold II., en hongrois : II. Lipót), roi apostolique de Hongrie, roi de Bohême, archiduc d'Autriche (1790–1792), est le troisième fils de François Ier, empereur des Romains, grand-duc François II de Toscane, ex-duc François III de Lorraine et de Bar, et de son épouse Marie-Thérèse, reine de Hongrie et de Bohême, archiduchesse d'Autriche.
Léopold est d'abord destiné à l'état ecclésiastique, et on pense que ce sont justement les études théologiques auxquelles on le contraignit qui l'influencent défavorablement envers l'Église. À la mort de son frère Charles-Joseph, en 1761, il est décidé qu'il succède à son père comme grand-duc de Toscane, grand-duché qui est érigé en « secundogéniture », c'est-à-dire en apanage pour le deuxième fils. Cette disposition est la condition de son mariage, le 5 août 1765, avec Marie-Louise, fille de Charles III d'Espagne et de Marie-Amélie de Saxe. Son père, l'empereur François Ier, meurt à Innsbruck pendant les festivités qui accompagnent ses noces, le 18 août 1765, et il lui succède en tant que grand-duc de Toscane tandis que son frère aîné devient empereur.

## Biographie

### Grand-duc de Toscane
En tant que prince souverain du grand-duché de Toscane, Pierre-Léopold figure parmi les principaux despotes éclairés de son temps. D'ailleurs, il est admiré par les physiocrates, partisans du despotisme légal.

#### Un prince ambitieux

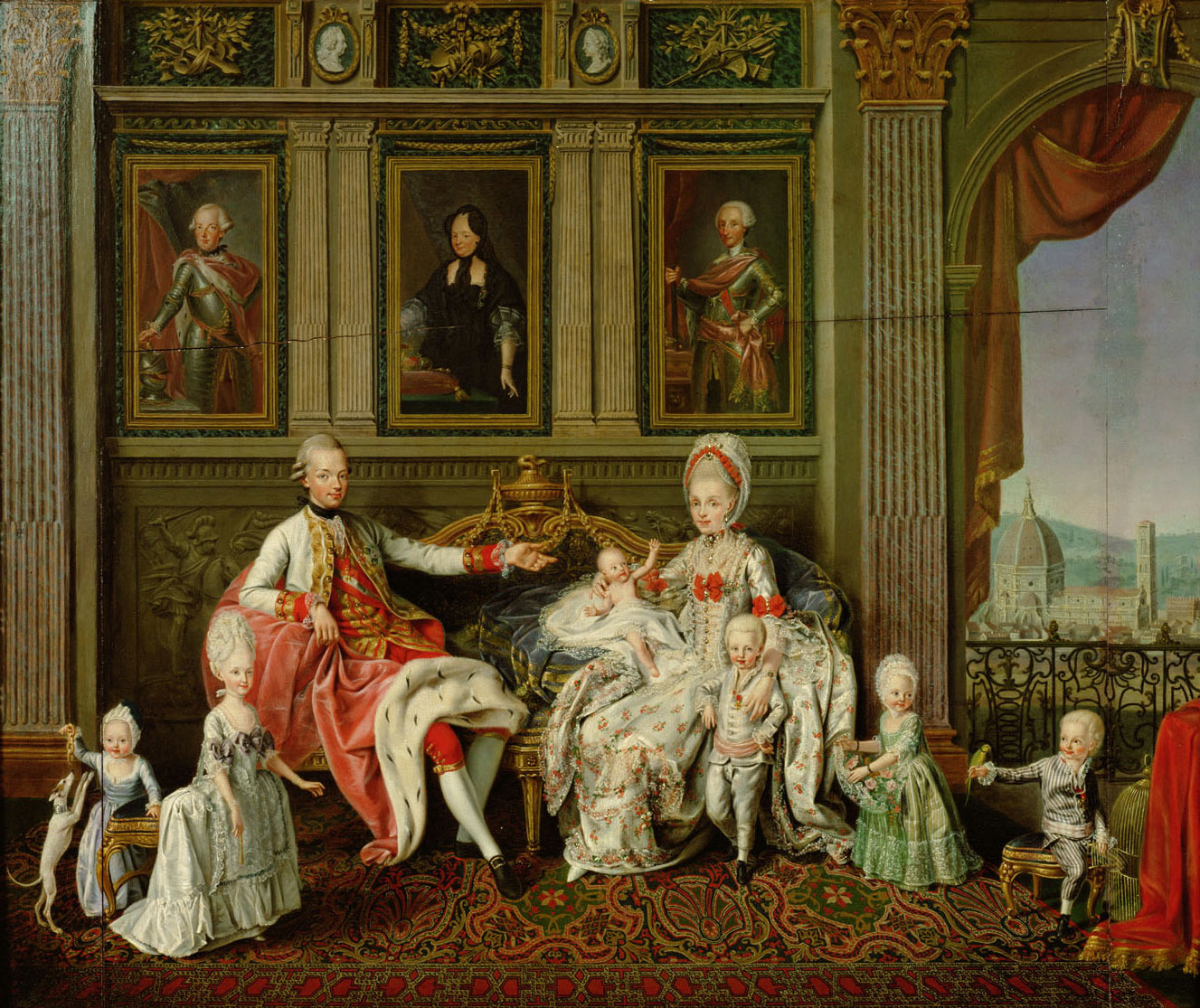
Le Grand-duc Léopold avec sa famille (musée d'Histoire de l'art de Vienne, 1773, Wenceslaus Werlin)

Tout juste marié, âgé de 18 ans, le grand-duc n'exerce guère qu'une autorité nominale, sous la surveillance qui dure cinq ans de conseillers nommés par sa mère, tout en fondant une très nombreuse famille. En 1770, il se rend à Vienne pour obtenir qu'on mette fin à cette tutelle qu'il supporte mal, puis retourne à Florence avec cette assurance. Pendant les vingt ans qui s'écoulent entre son retour à Florence et la mort de son frère aîné Joseph II en 1790, il se consacre à réformer l'administration de ses États. Il supprime ainsi les limitations ruineuses qui pesaient sur l'industrie et la liberté personnelle, que ses prédécesseurs, les Médicis, avaient imposées et auxquelles son père n'avait pas touché pendant sa vie. Il institue ainsi un système d'imposition rationnel et fait exécuter des travaux publics utiles, comme le drainage du val di Chiana.
Dans la mesure où il n'a pas d'armée à entretenir et qu'il a supprimé la petite flotte de guerre qu'entretenaient les Médicis, tout son revenu reste disponible pour en faire profiter ses États. Pourtant, Léopold n'est jamais populaire auprès de ses sujets toscans. Il est d'un naturel froid et réservé. Ses manières sont simples et touchent presque à l'avarice, quoiqu'il sache à l'occasion faire preuve de magnificence. Sa rigueur offense ceux de ses sujets qui ont profité des abus sous le régime des Médicis. Mais son administration stable, cohérente et intelligente, qui sait progresser pas à pas, mène le grand-duché à un niveau élevé de prospérité. Dans son œuvre réformatrice, il s'appuie sur des fonctionnaires de grande valeur comme Giulio Rucellai (it), Pompeo Neri (it), Francesco Maria Gianni (it), et Angelo Tavanti (it).

#### Un prince physiocrate

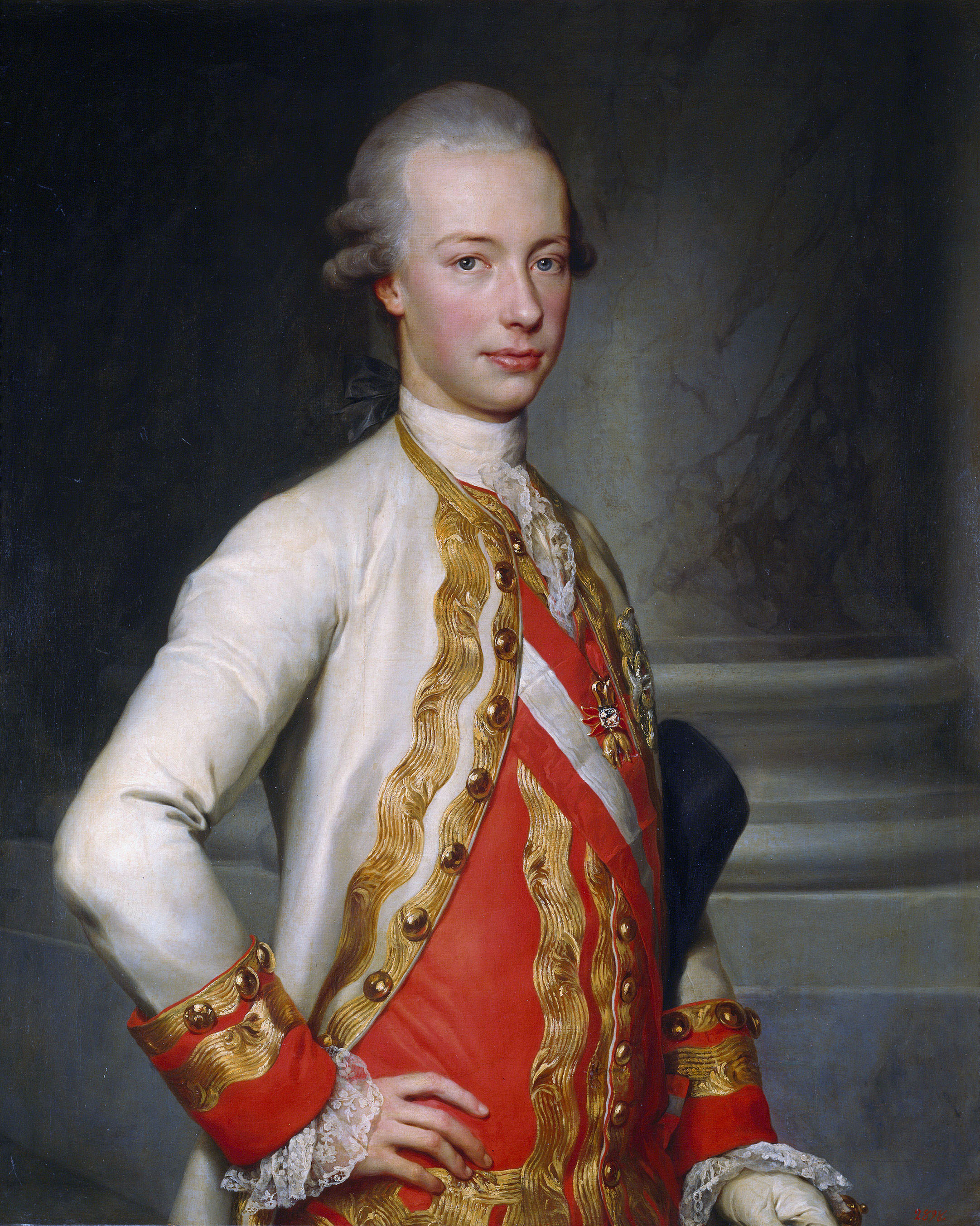
Léopold, Grand-duc de Toscane en 1770, par Anton Raphael Mengs.

Le grand-duc mène une politique conforme aux idées de la physiocratie et libérale en approuvant la proclamation de Sallustio Antonio Bandini dont il fait publier le Discours sur la Maremme, resté inédit, et en faisant procéder à la bonification des marécages de la Maremme et du val di Chiana. Dans le cadre de sa vaste réforme sanitaire, il promeut le thermalisme en s'appuyant notamment sur le traité consacré aux propriétés des eaux de Montecatini Terme commandé à son médecin personnel et professeur à l'hôpital Santa Maria Nuova, Alessandro Bicchierai.
Le grand-duc et ses ministres lisent attentivement les ouvrages des physiocrates et s'inspirent de leurs idées dans la conduite de leurs réformes. Le marquis de Mirabeau, grand représentant du mouvement, se lie alors aux élites et dirigeants toscans et œuvre à la diffusion des théories physiocratiques dans le pays. En 1769, le marquis dédie officiellement son nouveau livre, Les Économiques, au grand-duc, consacrant publiquement sa relation privilégiée avec la Toscane. D'ailleurs, en s'inspirant directement des propositions des physiocrates, le grand-duc introduit la liberté du commerce des grains en abolissant les entraves qui gênaient les cultures céréalières. De même, après tant de siècles, il abolit les corporations de métiers qui remontaient au Moyen Âge et qui étaient le principal obstacle au progrès économique et social. Il introduit ensuite un nouveau tarif douanier en 1781, sur la base duquel furent abolies toutes les interdictions absolues, auquel on substitua des tarifs douaniers, à un niveau beaucoup plus bas que ceux qui étaient alors en vigueur.
La transformation du système fiscal est entreprise par Léopold Ier dès les premières années de son règne en se fondant encore une fois sur les idées des physiocrates. En 1769, il supprime le système de la ferme générale pour laisser place au recouvrement direct des impôts. Il soutient aussi la politique de Tavanti qui, à la fin de 1781, souhaite grâce au cadastre rendre la propriété foncière comme base de mesure pour l'imposition fiscale. Tavanti meurt en 1781, et après lui Francesco Maria Gianni, son principal collaborateur à ce moment, qui a conçu un plan pour éliminer la dette publique en vendant les droits fiscaux que l'État possède sur les terres de ses sujets ; on serait passé ensuite à un système fondé exclusivement sur la fiscalité indirecte ; cette opération, entamée en 1788, n'est pas achevée en 1790 lorsque Léopold devient empereur.

#### Un prince réformateur
Il réforme certains aspects de la législation toscane mais son projet le plus important aurait dû être la rédaction d'un nouveau code, que Pompeo Neri (it) aurait dû réaliser, mais que la mort de ce dernier empêche de mener à son terme ; les projets de constitution n'ont pas de suite non plus à cause du départ pour Vienne du souverain.
Il promeut une législation ecclésiastique de type juridictionnel, en réorganisant les biens de l'Église selon des critères d'utilité sociale et de convenance économique pour les intérêts de l'État ; le souverain se montre ouvert, en outre, aux tendances jansénistes d'une partie du clergé toscan. Pierre-Léopold s'inspire des principes du juridictionnalisme, en supprimant les couvents et en abolissant les liens de mainmorte. Sur le terrain religieux proprement dit, la Toscane s'oriente vers le jansénisme, que représente l'évêque de Pistoia Scipione de' Ricci, au point que le grand-duc lui fait organiser un synode dans sa ville en 1786 pour réformer l'organisation ecclésiastique toscane suivant les principes jansénistes. Le programme en 57 points issu de ce synode, en accord avec Pierre-Léopold, touche aux aspects patrimoniaux et culturels et affirme l'autonomie des Églises locales par rapport au pape ainsi que la supériorité du concile, mais les fortes oppositions du clergé et du peuple le convainquent de renoncer à cette réforme. Sa politique ecclésiastique qui heurte les convictions profondément enracinées de ses sujets, le conduit à s'opposer au pape et en définitive est un échec. Il ne réussit pas à séculariser les propriétés des ordres religieux ni à placer entièrement le clergé sous le contrôle du pouvoir civil.
Dans la période 1779-1782, Pierre-Léopold entame un projet de constitution qui se continue après 1790 pour fonder les pouvoirs du souverain sur une relation contractuelle. Là encore cette politique suscite de vives oppositions, et le grand-duc, qui cette année-là monte sur le trône impérial, est contraint de renoncer.
L'abolition de la peine capitale par Léopold est la première abolition permanente de l'époque moderne. Le 30 novembre 1786, après un moratoire de fait sur les exécutions (dont la dernière remontait à 1769), Léopold promulgue la réforme du code pénal qui abolit la peine de mort et ordonne la destruction de tous les instruments destinés aux exécutions sur son territoire. La torture est aussi bannie. En 2000, les autorités régionales de Toscane ont institué un jour férié pour célébrer l'événement, qui est aussi commémoré le même jour par 770 villes dans le monde à l'occasion de la « Journée des villes pour la vie » organisée par la Communauté de Sant'Egidio.

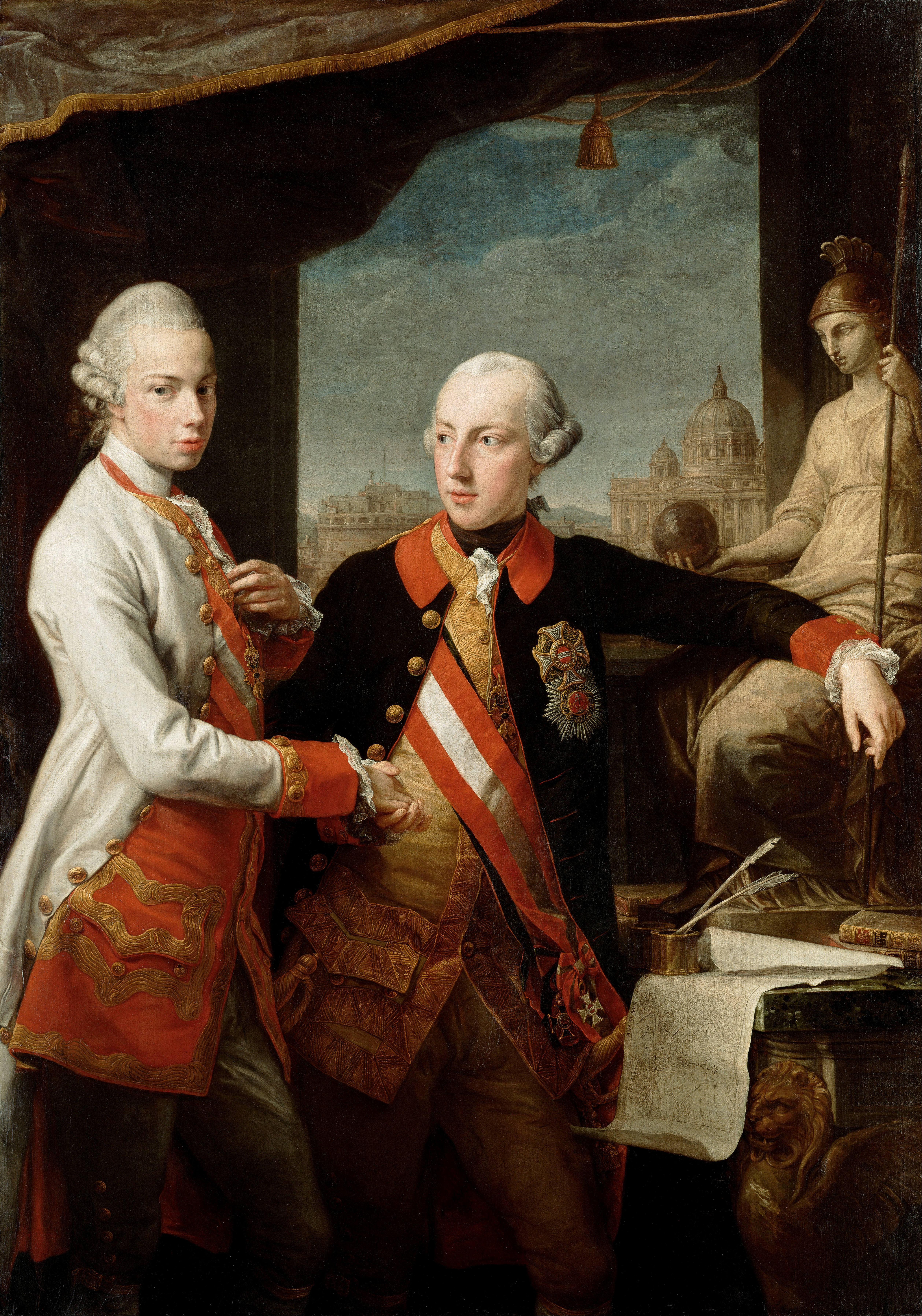
Portrait de l'Empereur Joseph II (à droite) et de son petit frère le Grand-duc de Toscane Léopold (à gauche). (Musée d'Histoire de l'art de Vienne, 1769, Pompeo Batoni)

Pendant les toutes dernières années où il régit la Toscane, Léopold commence à s'effrayer devant les désordres qui augmentent dans les possessions allemandes et hongroises de sa famille et qui sont le résultat direct de la politique trop peu réfléchie de son frère. Pourtant, Joseph II et lui sont très attachés l'un à l'autre et se rencontrent souvent, aussi bien avant la mort de leur mère que par la suite. Le portrait dû à Pompeo Batoni où ils apparaissent ensemble montre qu'ils se ressemblent fortement. Mais on peut dire de Léopold ce qu'on a dit de Fontenelle, que son cœur était fait d'intelligence. Il savait qu'il devait succéder en Autriche à son frère aîné qui n'avait pas d'enfants et il ne voulait pas hériter de son impopularité. C'est pourquoi quand, en 1789, Joseph qui se sent mourir, lui demande de venir à Vienne pour devenir corégent, Léopold préfère froidement ignorer cette requête. Il est toujours à Florence quand Joseph II meurt à Vienne le 20 février 1790 et il ne quitte pas sa capitale toscane avant le 3 mars.

### Empereur des Romains

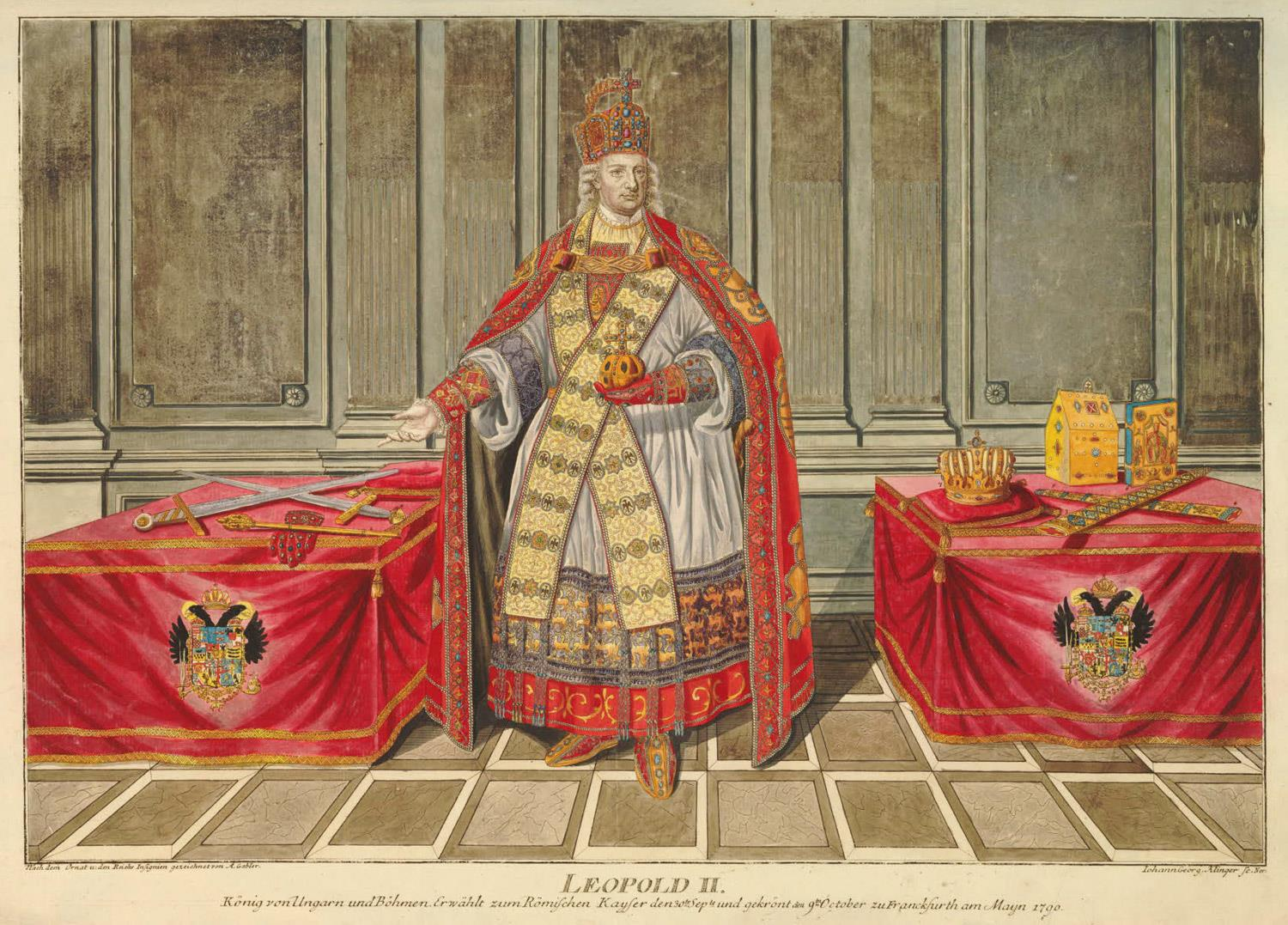
L'empereur.

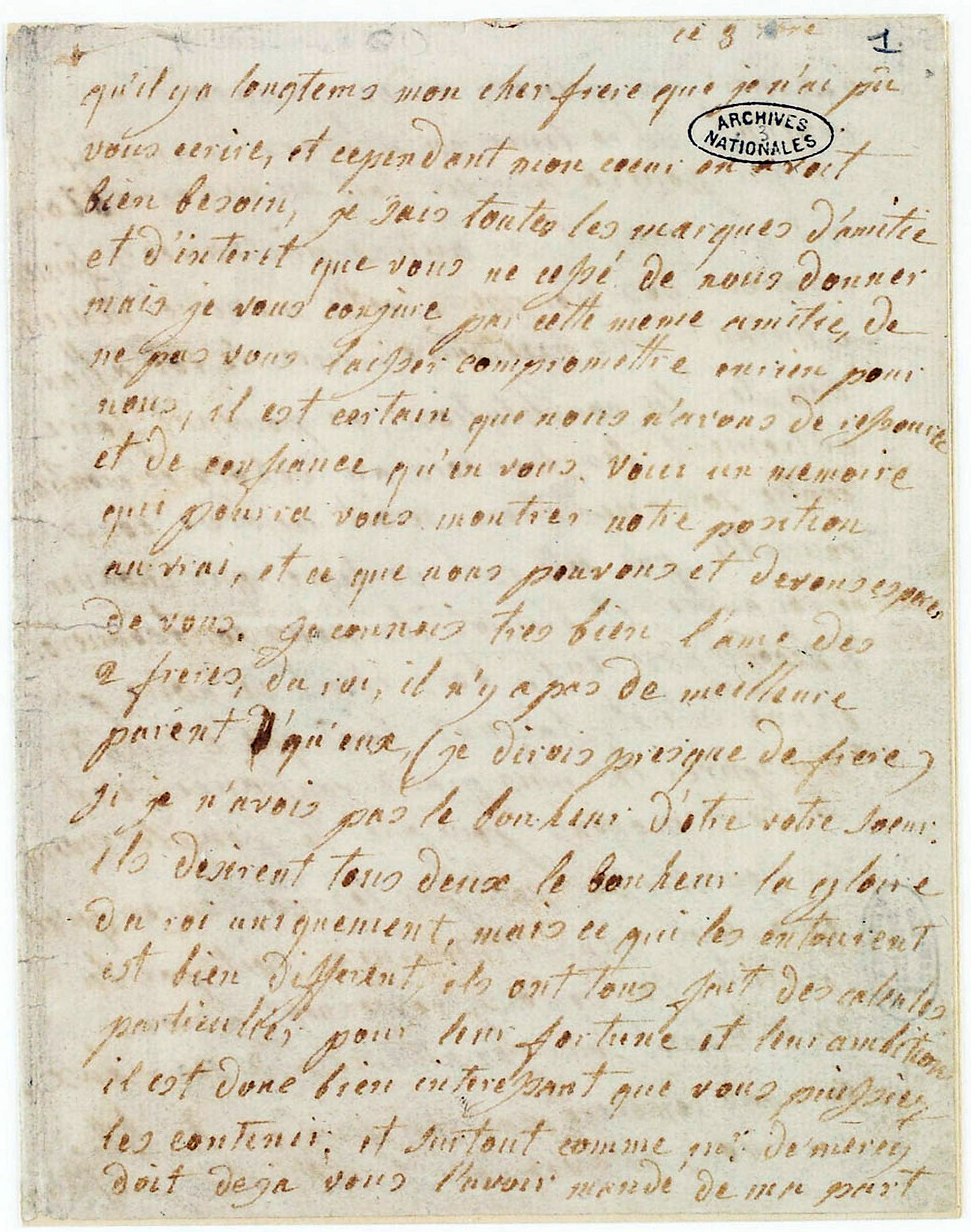
Lettre de Marie-Antoinette à son frère l'empereur, datée 8 septembre 1791, 1er feuillet sur 4, Archives Nationales AE-I-6-1.

À l'époque où il gouverne la Toscane, Léopold souhaite accorder une constitution à ses sujets. Quand il succède à Joseph II, il commence par faire de larges concessions à ceux dont les innovations de son frère avaient lésé les intérêts. Il reconnait les États de ses différents territoires comme « les piliers de la monarchie », apaisa les Hongrois et réussit à diviser par des concessions les Belges en révolte. Comme ces mesures n'arrivaient pas à rétablir l'ordre, il fit entrer des troupes dans le pays et rétablit à la fois son autorité et les franchises historiques des Flamands. Pourtant il ne renonça à rien de ce qu'avaient fait Marie-Thérèse et Joseph pour renforcer l'autorité de l'État. Par exemple il tint lui aussi à ce qu'aucune bulle pontificale ne pût être publiée dans ses domaines sans son autorisation (placetum regium).

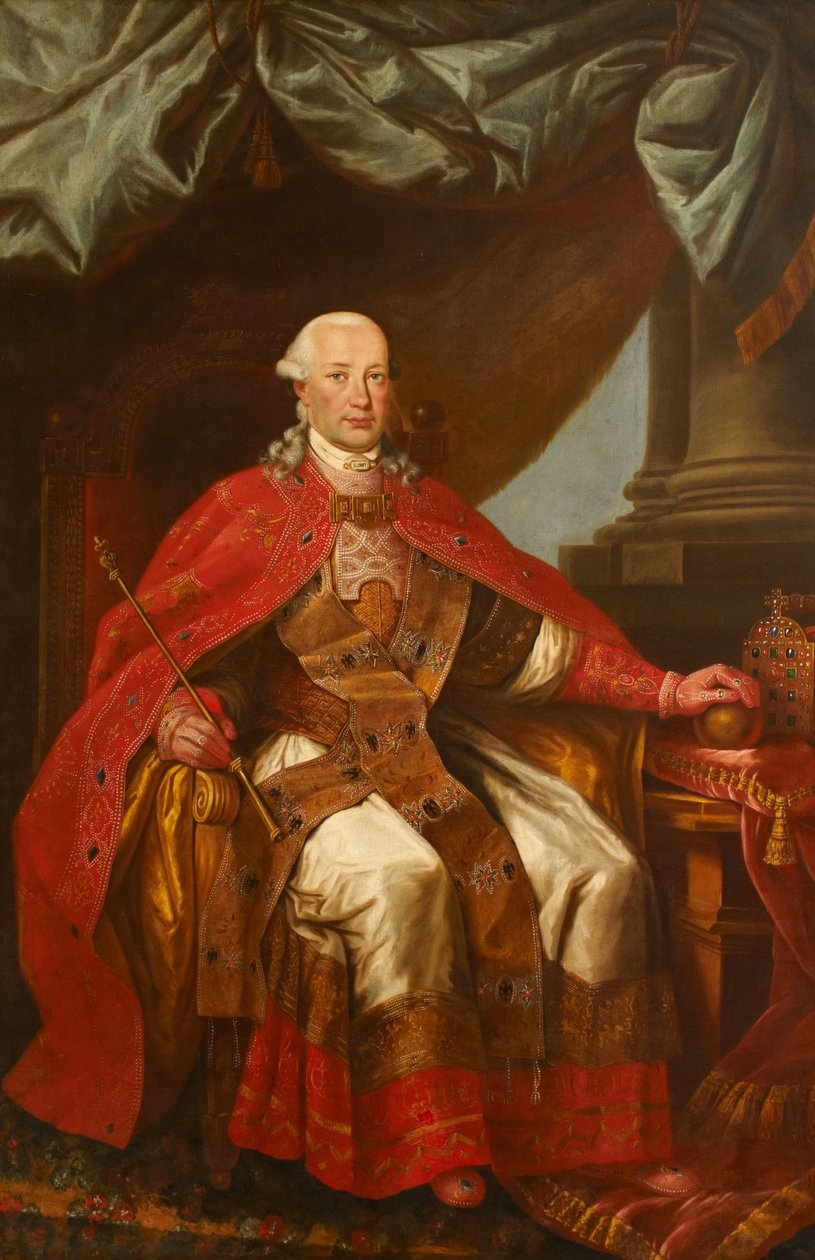
Léopold II, Empereur du Saint-Empire (Musée de l'ordre de Saint-Jean).

Si le règne de Léopold comme empereur du Saint-Empire romain germanique et comme roi de Hongrie et de Bohême avait duré suffisamment, il aurait renouvelé sur une plus grande échelle les réussites qu'avait obtenues sa politique de réformes dans la Toscane lointaine. Mais il règne à peine deux années, et deux années très difficiles avec des dangers à l'Ouest et à l'Est. Les bouleversements révolutionnaires qui grandissent en France mettent en danger la vie de sa sœur, la reine Marie-Antoinette, et de Louis XVI, en même temps qu'ils menacent ses propres domaines en y semant une agitation subversive. Sa sœur lui envoie des appels au secours éperdus et il est harcelé par les émigrés royalistes qui intriguent pour provoquer une intervention armée en France.
À l'Est, il est menacé par les ambitions agressives de Catherine II de Russie et par la politique sans scrupules de la Prusse. Catherine aurait vivement souhaité voir l'Autriche et la Prusse s'engager dans une croisade pour défendre les rois contre la Révolution française : elle aurait pu alors profiter du fait qu'ils étaient occupés au-delà du Rhin, pour annexer ce qui restait de la Pologne et faire des conquêtes en Turquie. Mais il n'est pas difficile à Léopold II de comprendre la ruse, assez transparente, de l'impératrice russe, et il refuse de s'y laisser tromper.
À sa sœur, il donne de bons conseils et lui promet de l'aider si elle et son mari arrivent à s'échapper de Paris. Il fait éconduire les émigrés qui s'obstinent à vouloir être reçus ou, quand ils forcent sa porte, refuse catégoriquement de les aider. Léopold est trop fin politique pour ne pas être secrètement heureux en voyant les désordres intérieurs de la France détruire sa puissance et son influence en Europe. Dans les six semaines qui suivent son accession au trône, il montre son mépris pour la faiblesse de sa mère en déchirant pratiquement le traité d'alliance qu'elle a signé en 1756 et en engageant des négociations avec la Grande-Bretagne pour surveiller la Russie et la Prusse.
Il réussit à faire pression sur l'Angleterre en menaçant de céder à la France les Pays-Bas autrichiens. Assuré de l'appui anglais, il se trouve en mesure de déjouer les intrigues de la Prusse. Un appel personnel à Frédéric-Guillaume II aboutit à une conférence entre les deux souverains à Reichenbach en juillet 1790 et à une entente qui est en fait une défaite pour la Prusse : le couronnement de Léopold comme roi de Hongrie, le 11 novembre 1790, est précédé par un accord avec la Diète où il reconnait la place prépondérante des Magyars. En septembre il a déjà signé avec les Turcs une trêve de huit mois, qui ouvre la voie à la fin de la guerre qu'a commencée Joseph II, la paix de Sistova étant signée en août 1791. La pacification de ses domaines orientaux laisse à Léopold les moyens de rétablir l'ordre en Belgique et de s'assurer des relations amicales avec l'Angleterre et la Hollande.
En 1791, les affaires de la France préoccupèrent de plus en plus l'empereur. En janvier, il doit éconduire de façon très brutale le comte d'Artois (le futur Charles X) : son bon sens se révolte devant l'extravagance des émigrés français et il fait tout son possible pour éviter de s'empêtrer dans les affaires de leur pays. Cependant, les humiliations infligées à Louis XVI et Marie-Antoinette au moment de leur fuite avortée à Varennes en juin excitent son indignation et il lance un appel à tous les souverains d'Europe pour qu'ils prennent des mesures en commun devant ces événements qui « ont directement atteint l'honneur de tous les souverains et la sécurité de tous les gouvernements ». Mais à cette époque-là, il s'occupe surtout de la conférence de Sistova qui, en juin, conduit à une paix durable avec la Turquie.
Le 25 août, il rencontre le roi de Prusse à Pillnitz, près de Dresde et ils rédigent une déclaration montrant qu'ils sont prêts à intervenir en France s'ils en étaient priés par les autres puissances. La déclaration n'est qu'une pure formalité puisque (Léopold le sait bien) ni la Russie ni l'Angleterre ne sont prêtes à agir et il tente de se prémunir contre l'utilisation que, selon ses prévisions, les émigrés pourraient en faire. Malgré l'agitation causée en France par la déclaration de Pillnitz, les intrigues des émigrants et les attaques des révolutionnaires français contre les droits des princes allemands en Alsace, Léopold continue d'espérer qu'une intervention ne serait pas nécessaire.
Quand Louis XVI ait juré d'observer la constitution de septembre 1791, l'empereur veut croire qu'on a en France abouti à un règlement. Les attaques contre les droits des princes allemands sur la rive gauche du Rhin et la violence croissante des factions qui, à Paris, mènent campagne pour provoquer la guerre[Qui ?], montrèrent bientôt, cependant, que cet espoir était vain. Léopold affronta le langage menaçant des révolutionnaires avec dignité et caractère. Sa mort soudaine fut pour l'Autriche une perte irréparable.
Léopold a seize enfants, l'aîné de ses huit fils est son successeur, l'empereur François II du Saint-Empire. Certains de ses autres fils jouent de leur temps un rôle considérable. Parmi eux :
- Ferdinand III, grand-duc de Toscane ;
- l'archiduc Charles-Louis d'Autriche, homme de guerre célèbre ;
- l'archiduc Jean-Baptiste, lui aussi homme de guerre ;
- l'archiduc Joseph, palatin de Hongrie ;
- l'archiduc Rainier, vice-roi de Lombardie-Vénétie.

Léopold II est couronné empereur des Romains à Francfort-sur-le-Main le 9 octobre 1790. Lors des cérémonies, la tradition rapporte qu'on joua le Concerto du Couronnement de Mozart (concerto pour piano no 26 en ré majeur K. 537), composé pour l'occasion. Ce qui n’est cependant pas tout à fait juste, car la prestation de Mozart ne faisait pas partie des festivités officielles autour du couronnement le 9 octobre 1790, au grand dam du compositeur du reste, mais eut lieu une semaine plus tard, le 15 octobre, au Stadttheater de Francfort. Si cette exécution « off » remporta du succès sur le plan du prestige, selon ce que Mozart écrivit à sa femme la même journée, elle fut néanmoins un échec complet sur le plan financier,.
Léopold II est couronné roi de Hongrie à Bratislava le 15 novembre 1790.
Il est couronné roi de Bohême à Prague le 6 septembre 1791. Mozart compose pour l'occasion son opéra La Clémence de Titus.

## Mariage et descendance
Léopold II épouse le 5 août 1765 à Innsbruck l'infante d'Espagne Marie-Louise de Bourbon (1745-1792) (cinquième fille de Charles III d'Espagne), dont il a seize enfants :

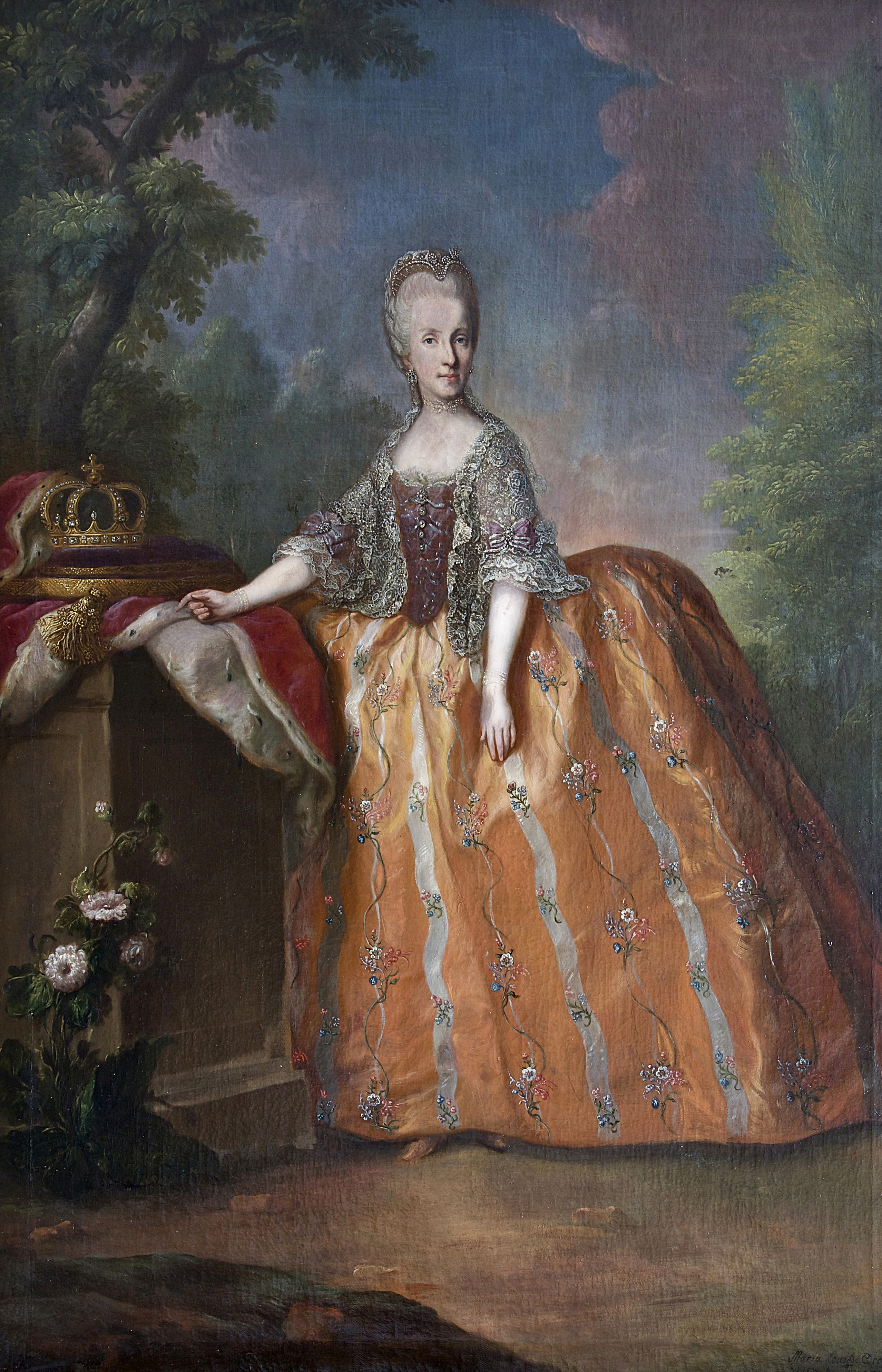
Marie-Louise d'Espagne (1745-1792), épouse de.

1. Marie-Thérèse (14 janvier 1767 - 7 novembre 1827), épouse en 1787, Antoine de Saxe (1755-1836) (roi en 1827) ;
2. François II (1768-1835), empereur des Romains, roi de Hongrie et de roi de Bohême, archiduc d'Autriche épouse en 1788 Élisabeth de Wurtemberg (1767-1790) puis en 1790 Marie-Thérèse de Naples (1772-1807) puis en 1808 Marie-Louise de Modène (1787-1816) puis en 1818 Caroline-Auguste de Bavière (1792-1873) ;
3. Ferdinand III (1769-1824), grand-duc de Toscane, épouse en 1790 Louise de Bourbon-Siciles (1773-1802), puis en 1821 Marie-Ferdinande de Saxe (1796-1865) ;
4. Marie-Anne (22 avril 1770 - 1er octobre 1809), abbesse du Chapitre noble de Sainte-Thérèse à Prague ;
5. Charles-Louis (5 septembre 1771 - 30 avril 1847), duc de Teschen, épouse en 1815 Henriette de Nassau-Weilbourg ;
6. Alexandre Léopold Jean Joseph (14 août 1772 - 12 juillet 1795) ;
7. Albert Jean Joseph (19 septembre 1773 - 22 juillet 1774) ;
8. Maximilien (23 décembre 1774 - 10 mars 1778) ;
9. Joseph Antoine, palatin de Hongrie (9 mars 1776 - 13 janvier 1847), épouse en 1799 Alexandra Pavlovna de Russie (1783-1801), puis en 1815 Hermine d'Anhalt-Bernbourg-Schaumbourg-Hoym (1797-1817), et en 1819 Marie-Dorothée de Wurtemberg (1797-1855) ;
10. Marie-Clémentine (1777-1801), épouse en 1797 le duc de Calabre, futur François Ier des Deux-Siciles ;
11. Antoine (1779-1835), grand maître des Chevaliers Teutoniques ;
12. Marie-Amélie d'Autriche (1780-1798) ;
13. Jean-Baptiste (1782-1859), épouse en 1829 Anne-Marie Plochl (Anne Plochl) (1804-1885) et fonde la branche morganatique des comtes de Méran (de) ;
14. Rainier (30 septembre 1783 - 16 janvier 1853), épouse en 1820 Élisabeth de Savoie-Carignan (1800-1856) sœur cadette de Charles-Albert de Sardaigne ;
15. Louis (13 décembre 1784 - 21 décembre 1864), épouse Adelaïde de Gueroust ;
16. Rodolphe (8 janvier 1788 - 24 juillet 1831), cardinal prince-archevêque d'Olmütz.